# Cyclosa damingensis
Cyclosa damingensis är en spindelart som beskrevs av Xie, Yin och Kim 1995. Cyclosa damingensis ingår i släktet Cyclosa och familjen hjulspindlar. Inga underarter finns listade i Catalogue of Life.